# Télégraphe de Schilling

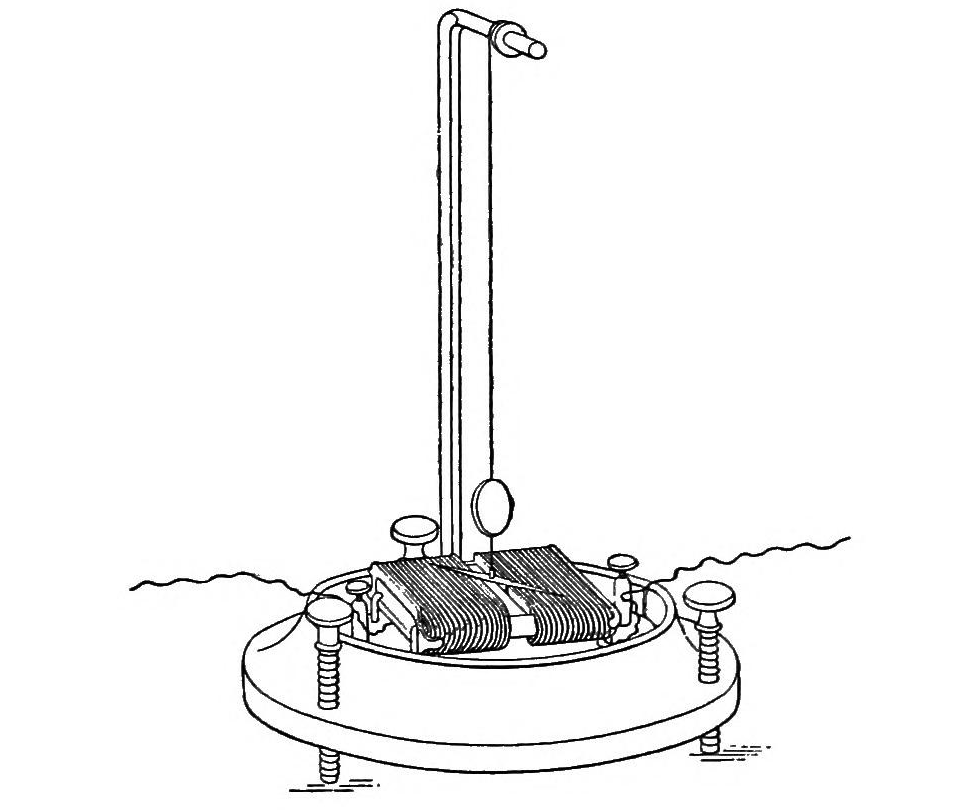
Un instrument à aiguille provenant d'un télégraphe de Schilling.

Le télégraphe de Schilling est un télégraphe à aiguilles inventé par Pavel Schilling au XIXe siècle. Il se compose d'une banque d'instruments à aiguilles (six tels que développés pour être utilisés en Russie) qui affichent entre eux un code binaire représentant une lettre ou un chiffre. Les signaux sont envoyés à partir d'un clavier semblable à celui d'un piano, et un circuit supplémentaire permet d'attirer l'attention du destinataire en déclenchant une alarme.
Le code était lu à partir de la position de disques de papier suspendus à des fils. Ceux-ci avaient des couleurs différentes sur les deux faces. Chaque disque était tourné par action électromagnétique sur une aiguille magnétisée.

## Description
Le télégraphe de Schilling est un type de télégraphe à aiguilles. Il s'agit de télégraphes qui utilisent une bobine de fil comme électroaimant pour dévier un petit aimant en forme d'aiguille de boussole. La position de l'aiguille transmet l'information télégraphiée à la personne qui reçoit le message. Le télégraphe de démonstration de Schilling à Saint-Pétersbourg en 1832 utilisait six fils pour la signalisation, un fil pour l'appel et un retour commun, soit huit fils en tout. Chaque fil de signal était relié à l'un des six instruments à aiguilles qui, ensemble, affichaient un code binaire. Le fil d'appel avait la même fonction que le signal de sonnerie d'un téléphone, mais était dans ce cas relié à une septième aiguille.
Le télégraphe de Schilling a été développé au point qu'un projet a été lancé par le gouvernement pour l'installer en Russie, mais l'idée a été abandonnée après la mort de Schilling. La télégraphie en Russie a ensuite utilisé des conceptions plus avancées.

### Aiguilles de signalisation
Chaque aiguille était suspendue au-dessus de sa bobine, horizontalement, par un fil de soie. Un disque de papier était attaché au fil, de couleur blanche d'un côté et noire de l'autre. Lorsque la bobine était alimentée, le côté noir ou le côté blanc se tournait vers l'observateur, en fonction de la polarité du courant appliqué. Dans certains modèles, Schilling fixait au fil un fil plaqué de platine qui descendait dans un récipient de mercure. L'extrémité du fil dans le mercure était en forme de palette de façon à amortir le mouvement de l'aiguille et à supprimer les oscillations. Deux broches en acier à aimantation permanente étaient vissées dans le socle en bois pour maintenir l'aiguille en position neutre, c'est-à-dire de manière que le disque de papier soit en bordure, sans afficher de couleur. Une deuxième aiguille située sous la bobine était utilisée pour une meilleure liaison avec ces aimants permanents.

### Équipement d'envoi
Pour ce qui est de l'équipement d'envoi, les premières démonstrations du télégraphe de Schilling touchaient grossièrement les extrémités des fils aux pôles de la batterie à la main. Ces derniers étaient reliés à six instruments à aiguilles distincts, plutôt qu'à une banque d'instruments en un seul ensemble. Plus tard, un dispositif plus sophistiqué a été conçu - les messages étaient envoyés à partir d'un clavier semblable à celui d'un piano avec des touches blanches et noires alternées. Il y avait seize touches en tout, chaque paire de touches blanche et noire actionnant un des fils. Une tension positive ou négative était appliquée au fil selon que l'on appuyait sur la touche blanche ou noire. En changeant la couleur de la touche utilisée, l'aiguille se balançait dans la direction opposée, montrant ainsi la face opposée du disque bicolore. Les polarités étaient disposées de telle sorte que la couleur des touches correspondait à la couleur du disque affichée sur l'aiguille. voir Artemenko pour une photographie de cet équipement.
Les interrupteurs situés sous les touches fonctionnaient de la manière suivante. Des ponts métalliques fixés sous les touches plongeaient dans deux réservoirs de mercure. L'un de ces réservoirs était relié en permanence à l'un ou l'autre des pôles de la pile selon la couleur de la touche, et l'autre était relié en permanence à l'un des fils de signalisation. Les touches du fil commun se connectent à la polarité opposée de la pile à celle de la même couleur des touches du fil de signalisation. Une limitation de ce système est que seul le jeu de touches noires ou le jeu de touches blanches peut être utilisé à un moment donné,.

### Aiguille d'appel

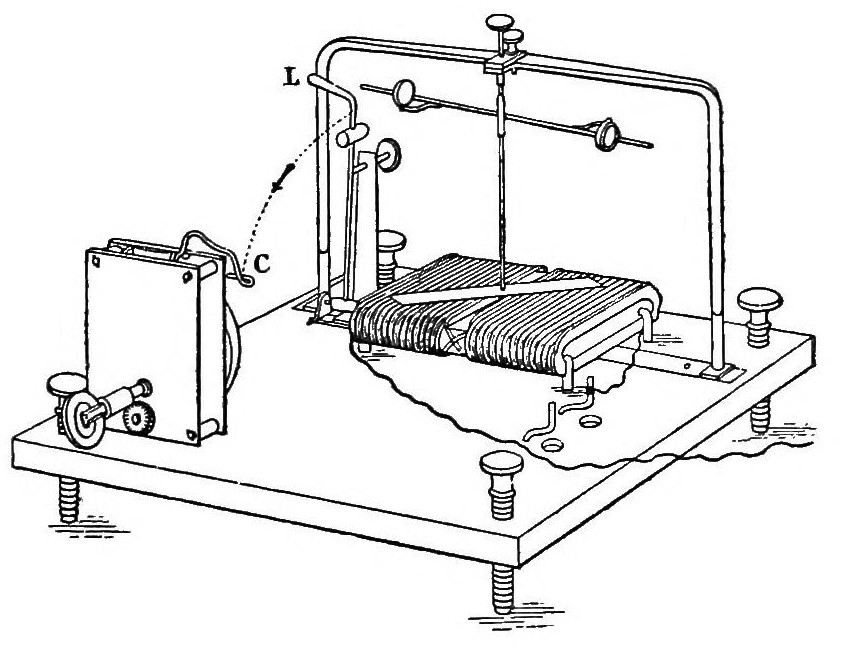
Le système d'appel du télégraphe de Schilling.

L'aiguille d'appel était similaire aux aiguilles de signalisation, avec quelques dispositifs mécaniques supplémentaires. L'aiguille était suspendue par un fil métallique, plutôt que par un fil de soie, et un bras horizontal y était attaché. Lorsqu'un appel était effectué, le bras tournait et poussait un levier auquel était fixé un poids en plomb qui tombait sous l'effet de la gravité et libérait le cran d'une alarme à mécanisme d'horlogerie. En spécifiant une ligne d'appel et un mécanisme séparés, Schilling suivait les dispositions du télégraphe électrochimique de Samuel Thomas von Sömmerring. Schilling s'était familiarisé avec le travail de Sömmerring lorsqu'il était diplomate à Munich et rendait fréquemment visite à Sömmerring pour voir et aider son télégraphe.

## Codage
Le télégraphe de Schilling utilisait un codage binaire. Chaque aiguille affichait un disque ou restait en position neutre, ce qui correspondait respectivement à « 1 » ou « 0 » en notation binaire moderne. Six aiguilles étaient nécessaires pour générer suffisamment de points de code pour l'alphabet russe — l'alphabet moderne compte 33 lettres, et il y en avait encore plus au XIXe siècle. La possibilité de choisir entre l'affichage des disques blancs ou des disques noirs a doublé la taille de l'espace de code, mais tous les points de code n'étaient pas utilisés. Les points de code qui couvraient le moins de touches étaient préférentiellement utilisés. Pour l'alphabet latin, utilisé dans les pays d'Europe occidentale, cinq aiguilles étaient suffisantes,,.
| Caractère | Aiguille n° | Aiguille n° | Aiguille n° | Aiguille n° | Aiguille n° | Aiguille n° |
| Caractère | 1           | 2           | 3           | 4           | 5           | 6           |
| --------- | ----------- | ----------- | ----------- | ----------- | ----------- | ----------- |
| А         | П           |             |             |             |             |             |
| Б         | Л           |             |             |             |             |             |
| В         |             | П           |             |             |             |             |
| Г         |             | Л           |             |             |             |             |
| Д         |             |             | П           |             |             |             |
| Е         |             |             | Л           |             |             |             |
| Ж         |             |             |             | П           |             |             |
| З         |             |             |             | Л           |             |             |
| И         |             |             |             |             | П           |             |
| К         |             |             |             |             | Л           |             |
| Л         |             |             |             |             |             | П           |
| М         |             |             |             |             |             | Л           |
| Н         | П           | П           |             |             |             |             |
| О         |             | Л           |             |             |             |             |
| П         |             |             | П           | П           |             |             |
| Р         |             |             | Л           | Л           |             |             |
| С         |             |             |             |             | П           | П           |
| Т         |             |             |             |             | Л           | Л           |
| У         | П           |             | П           |             |             |             |

| Caractère | Aiguille n° | Aiguille n° | Aiguille n° | Aiguille n° | Aiguille n° | Aiguille n° |
| Caractère | 1           | 2           | 3           | 4           | 5           | 6           |
| --------- | ----------- | ----------- | ----------- | ----------- | ----------- | ----------- |
| Ф         | Л           |             | Л           |             |             |             |
| Х         |             | П           |             | П           |             |             |
| Ц         |             | Л           |             | Л           |             |             |
| Ч         |             |             | П           |             | П           |             |
| Ш         |             |             | Л           |             | Л           |             |
| Щ         |             |             |             | П           |             | П           |
| Ы         |             |             |             | Л           |             | Л           |
| Ю         |             | П           | П           |             |             |             |
| Я         |             | Л           | Л           |             |             |             |
| 1         | П           | П           | П           |             |             |             |
| 2         | Л           | Л           | Л           |             |             |             |
| 3         |             | П           | П           | П           |             |             |
| 4         |             | Л           | Л           | Л           |             |             |
| 5         |             |             | П           | П           | П           |             |
| 6         |             |             | Л           | Л           | Л           |             |
| 7         |             |             |             | П           | П           | П           |
| 8         |             |             |             | Л           | Л           | Л           |
| 9         | П           |             | П           |             | П           |             |
| 0         | Л           |             | Л           |             | Л           |             |